# Pycnarmon vohilavalis
Pycnarmon vohilavalis is een vlinder van de familie van de grasmotten (Crambidae). De wetenschappelijke naam van deze soort is voor het eerst voorgesteld als Entephria vohilavalis door Pierre Viette in een publicatie uit 1954.
De soort komt voor in Madagaskar.